# Julius August Döpfner
Julius August Döpfner (Hausen, 26 agosto 1913 – Monaco di Baviera, 24 luglio 1976) è stato un cardinale e arcivescovo cattolico tedesco.

## Biografia
Nacque a Hausen, presso Bad Kissingen, il 26 agosto 1913.
Papa Giovanni XXIII lo elevò al rango di cardinale nel concistoro del 15 dicembre 1958.
Morì il 24 luglio 1976 all'età di 62 anni.

## Genealogia episcopale e successione apostolica
La genealogia episcopale è:
- Cardinale Scipione Rebiba
- Cardinale Giulio Antonio Santori
- Cardinale Girolamo Bernerio, O.P.
- Arcivescovo Galeazzo Sanvitale
- Cardinale Ludovico Ludovisi
- Cardinale Luigi Caetani
- Cardinale Ulderico Carpegna
- Cardinale Paluzzo Paluzzi Altieri degli Albertoni
- Papa Benedetto XIII
- Papa Benedetto XIV
- Papa Clemente XIII
- Cardinale Bernardino Giraud
- Cardinale Alessandro Mattei
- Cardinale Pietro Francesco Galleffi
- Cardinale Giacomo Filippo Fransoni
- Cardinale Antonio Saverio De Luca
- Arcivescovo Gregor Leonhard Andreas von Scherr, O.S.B.
- Arcivescovo Friedrich von Schreiber
- Arcivescovo Franz Joseph von Stein
- Arcivescovo Joseph von Schork
- Vescovo Ferdinand von Schlör
- Arcivescovo Johann Jakob von Hauck
- Arcivescovo Joseph Otto Kolb
- Cardinale Julius August Döpfner

La successione apostolica è:
- Cardinale Alfred Bengsch (1959)
- Vescovo Rudolf Graber (1962)
- Arcivescovo Robert-Casimir Tonyui Messan Dosseh-Anyron (1962)
- Arcivescovo Josef Stimpfle (1963)
- Vescovo Matthias Dionys Albert Paul Defregger (1968)
- Vescovo Ernst Tewes, C.O. (1968)
- Vescovo Franz Xaver Schwarzenböck (1972)
- Vescovo Heinrich von Soden-Fraunhofen (1972)